# Agabus smithi
Agabus smithi är en skalbaggsart som beskrevs av Brown 1930. Agabus smithi ingår i släktet Agabus och familjen dykare. Inga underarter finns listade i Catalogue of Life.